# Гептози
Гептози — це моносахариди із сімома атомами вуглецю.
Мають або альдегідну функціональну групу в положенні 1 (альдогептози), або кетонну функціональну групу в положенні 2, 3 або 4 (кетогептози). Кетогептози мають 4 хіральні центри, а альдогептози — 5.

## Приклади
У природі існує кілька прикладів семивуглецевих цукрів, серед яких:
- седогептулоза або D-альтро-гептулоза (кетоза), проміжний продукт у циклі Кальвіна та в біосинтезі ліпідів А[1][2]
- манногептулоза (кетоза), міститься в авокадо[3]
- L-гліцеро-D-манно-гептоза (альдоза), пізній проміжний продукт у біосинтезі ліпіду А.[4]